# Didier Sinclair
Pour les articles homonymes, voir Sinclair.
Didier Sinclair, de son vrai nom Didier Maurin, est un DJ et producteur français, né le 24 mars 1965 à Montpellier et mort le 30 octobre 2008 à Paris 18e, d’un cancer des poumons.

## Biographie
Didier Sinclair commença sa carrière à Montpellier sur la chaîne de radio Studio 101, en 1982. Il poursuivra ensuite sur NRJ puis Fun Radio avant de rejoindre FG DJ Radio où il gardera le poste de directeur artistique de 1998 à sa mort.
Pionnier de la house - techno en France, il poursuivra durant toute sa vie une double activité de coordinateur musical à la radio et de DJ.
Présent au sein des équipes de Radio FG dès 1992, alors que cette radio est encore gérée sous forme associative, sous le nom de Fréquence Gaie, il accompagna le développement de cette station comme animateur, puis comme directeur artistique.
Il contribua également aux compilations Rave Action en 1993 et 1994, premières compilations de cette radio, sous label Polygram (devenu Universal), et aux compilations Dancefloor FG, vendues à plusieurs millions d’exemplaires, au début des années 2000.
Au milieu des années 1990, Didier Sinclair fut chargé du développement de Going Global Series, label de musiques électroniques créé par Barclay (Universal). De 1995 à 1997, il exerça les fonctions de directeur artistique "Dance" de Barclay.
Le titre Feel the Wave en collaboration avec la chanteuse Lydie V, fut diffusé sur Fun Radio et FG DJ Radio et atteignit le top 50 en novembre 2007. Feel the Wave est rentré dans le top 10 dans le club 40.
Il meurt à Paris le 30 octobre 2008.

## Discographie

### Discographie vinyles
- Didier Sinclair Do You Speak? ft Lady V Serial Records 2008
- Didier Sinclair Feel The Wave ft Lady V Serial Records 2007
- Didier Sinclair et Chrisclair et Chris Pi “Heavenly” Serial Records 2005
- Didier Sinclair Hook & How Long Brique Rouge Traxx 2004
- Didier Sinclair et Chris Pi "Groove to me" Serial Records 2004
- Didier Sinclair Galactiix" Serial Records 2002
- Didier Sinclair Lovely Flight - Remixes Serial Records 2001
- Didier Sinclair Lovely Flight - Rush Hour" Eukahouse 2001
- Didier Sinclair Lovely Flight  Serial Records 2001
- Didier Sinclair et Chris Pi Groove 2 me Serial Records 1999
- Didier Sinclair "Mind games E.p." Serial Records 1999
- MONT BLANC Featuring DJ Didier Sinclair :  The Funkysterix E.P GGS Records 1996
- MONT BLANC Featuring DJ Didier Sinclair : The Flash it E.P GGS Records 1995

### Discographie CD
- Rave Action / 1993
- Rave Action 2 / 1994
- Dancefloor FG - vol.1 / 2001
- Dancefloor FG - vol.2 / 2001
- Dancefloor FG - vol.3 / 2002
- Dancefloor FG - vol.4 / 2002
- Mix club-paris vol.2 by Didier Sinclair / 2006
- Dancefloor FG - Le Mix winter 2006 Barclay/Universal 2006
- Didier Sinclair - In the Club Vol.3 Wagram 2005
- Dancefloor FG - Le Mix winter 2005 Barclay/Universal 2005
- Didier Sinclair - Le Mix Serial Rec. 2004
- Didier Sinclair - Travel Tracks Choice/M10 2003
- Didier Sinclair - Club BPM ULM/Universal 2002
- Didier Sinclair et Chris Pi - Welcome Aboard Distance 2002
- Didier Sinclair - Independance Tech-House vol.2 Independance records/EMI 2002
- Didier Sinclair - Diskotek UCMG/Naive 2001
- Didier Sinclair - Rave Action 2 Universal 1994
- Didier Sinclair - Rave Action Universal 1993